# 吉仓日追
吉仓日追（威利转写：Ke’u tshang ri khrod），位于西藏自治区拉萨市城关区夺底乡一村，是一座藏传佛教格鲁派寺院。

## 简介

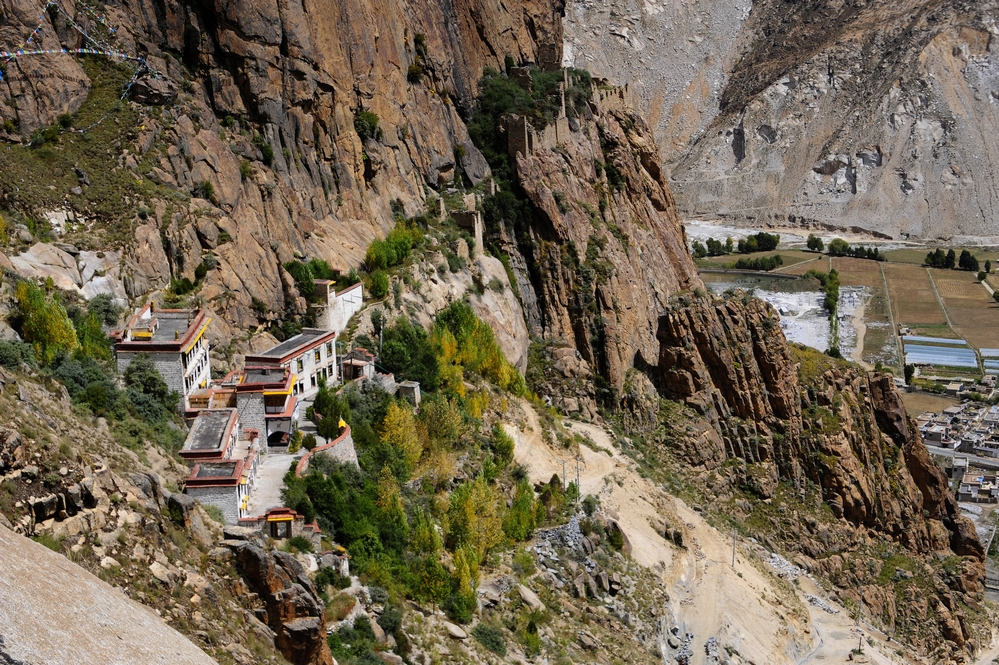
左侧为吉仓日追，右侧废墟为吉仓努日追。

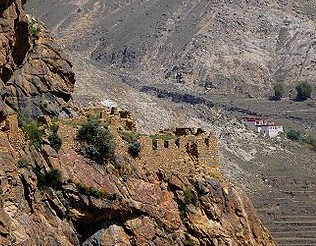
吉仓日追的十六罗汉殿遗迹

吉仓日追位于热卡扎日追东侧，位于悬崖峭壁上，占地面积较大。18世纪，色拉寺其扎仓堪苏·强巴门朗建造了该寺，他也成为吉仓日追的第一世活佛。堪苏·强巴门朗在此修复了贡唐·喇嘛祥的修行室，以及宗喀巴修行室。此后，以乔布·洛桑朗卓为首的众位弟子经常来此处向堪苏·强巴门朗求法。此处遂逐渐成了一所高山小庙。该庙主供强巴贡布尊者，以及石雕能仁佛像。这些佛像面向色拉寺天葬场。民间传说，凡是送往色拉寺天葬场的死者，不必举行超度灵魂仪式，吉仓日追的主供佛会保佑他们。
1930年代，十三世达赖在罗布林卡圆寂后，吉仓日追的活佛受摄政热振活佛的委托，率寻访团在青海省湟中县祁家川找到了十三世达赖的转世灵童，后来该灵童坐床成为十四世达赖。吉仓日追的活佛为噶厦立此大功，因而和吉仓日追一起名声大振。
1959年拉萨骚乱后，第五世吉仓活佛吉仓·古成额巴（Keutshang sku phreng lnga pa）被监禁了一段时间，随后于1980年代流亡印度。吉仓日追则被毁灭。1980年代，吉仓日追仍为一片废墟。1991年，一位该寺原来的僧人开始修复该寺，1992年完工。如今，吉仓日追正常开展宗教活动。
2008年，在城关区18件惠民工程中，纳金乡米穷日追，夺底乡吉仓日追、普布觉日追实施了道路改造。

## 吉仓夏日追、吉仓努日追
吉仓夏日追（威利转写：ke’u tshang shar ri khrod）、吉仓努日追（威利转写：Ke’u tshang nub ri khrod）是吉仓日追旁边的两座小寺庙。藏语“夏”意为“东方”，“努”意为“西方”。
吉仓夏日追位于吉仓努日追（如今已成为吉仓日追的一部分）和普布觉日追之间。1959年以前，吉仓夏日追隶属普布觉日追。该寺建筑包括一个经堂以及僧舍。该寺的观音菩萨画像非常有名，保佑着被埋葬在此地公墓里的死者。该寺曾有十名常驻僧人。到21世纪初，该寺仍是一片废墟，因缺乏资金，尚无计划重建。
吉仓努日追在21世纪初也仍是废墟。重建的吉仓日追位于废墟旁边。